# Эберхард, Анри
Марте́н Анри́ Эберха́рд (фр. Martin Henri Eberhardt; 27 ноября 1913, Рьедишем — 4 июля 1976, Бон) — французский гребец-байдарочник, выступал за сборную Франции в середине 1930-х — конце 1940-х годов. Серебряный и бронзовый призёр летних Олимпийских игр, серебряный призёр чемпионата Европы, победитель регат национального и международного значения.

## Биография
Анри Эберхард родился 27 ноября 1913 года в коммуне Рьедишем, департамент Верхний Рейн. Активно заниматься греблей начал в раннем детстве, проходил подготовку в местном спортивном клубе Cheminot Mulhouse.
Первого серьёзного успеха на взрослом международном уровне добился в 1934 году, когда попал в основной состав французской национальной сборной и побывал на чемпионате Европы в Копенгагене, откуда привёз награду серебряного достоинства, выигранную в зачёте одиночных разборных байдарок на дистанции 10 000 метров. Благодаря череде удачных выступлений удостоился права защищать честь страны на летних Олимпийских играх 1936 года в Берлине — в одиночках на тысяче метрах показал в финале шестой результат, тогда как в разборных одиночках на десяти километрах завоевал серебряную медаль, уступив в финале австрийцу Грегору Храдецки.
Из-за начавшейся Второй мировой войны спортивная карьера Эберхарда прервалась, однако впоследствии он вернулся в основной состав гребной команды Франции и продолжил принимать участие в крупнейших международных регатах. Так, в 1948 году в возрасте тридцати четырёх лет он прошёл квалификацию на Олимпийские игры в Лондоне, где выиграл бронзовую медаль в одиночках на тысяче метрах, проиграв на финише шведу Герту Фредрикссону и датчанину Йохану Андерсену. Также участвовал в гонке одиночек на десяти километрах, но в данном случае показал в финале пятый результат, не попав в число призёров.
Умер 4 июля 1976 года в городе Бон, департамент Кот-д’Ор.